# Trichocerca bicuspes
Trichocerca bicuspes is een raderdiertjessoort uit de familie Trichocercidae. De wetenschappelijke naam van deze soort is voor het eerst geldig gepubliceerd in 1890 door Pell.